# Si Mohamed Ketbi
Si Mohamed Ketbi (Schaerbeek, 27 dicembre 1997) è un taekwondoka belga.

## Palmarès
- Mondiali

Cheliábinsk 2015: argento nei 58 kg.
- Giochi europei

Baku 2015: bronzo nei 58 kg.